# Dhammayuttika Nikaya

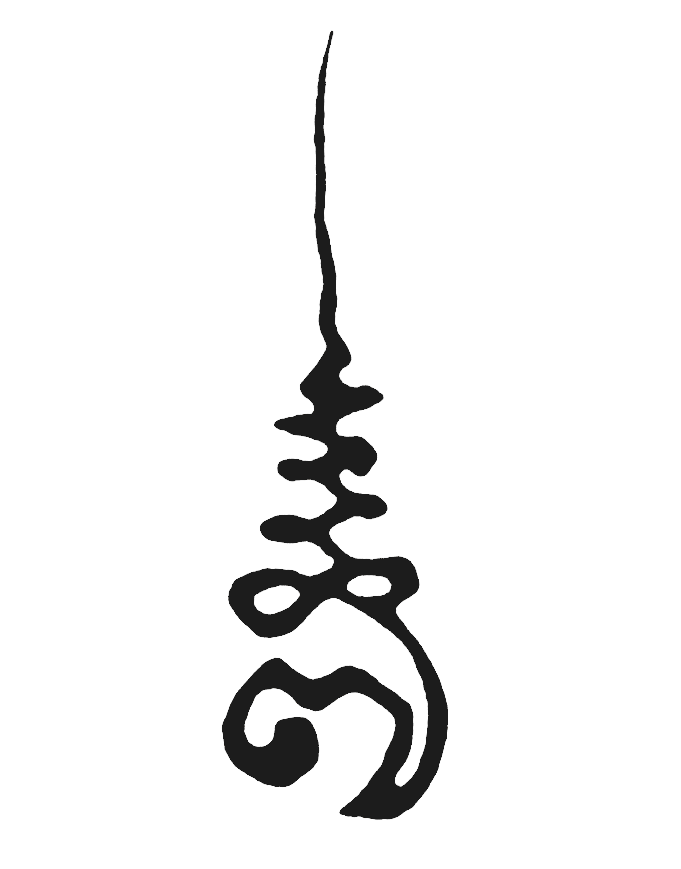
Yantra tailandés tradicional utilizado por la tradición Kammatthana.

El  Dhammayuttika Nikaya es una orden religiosa que, junto al Maha Nikaya, forman el budismo en Tailandia.

## Historia

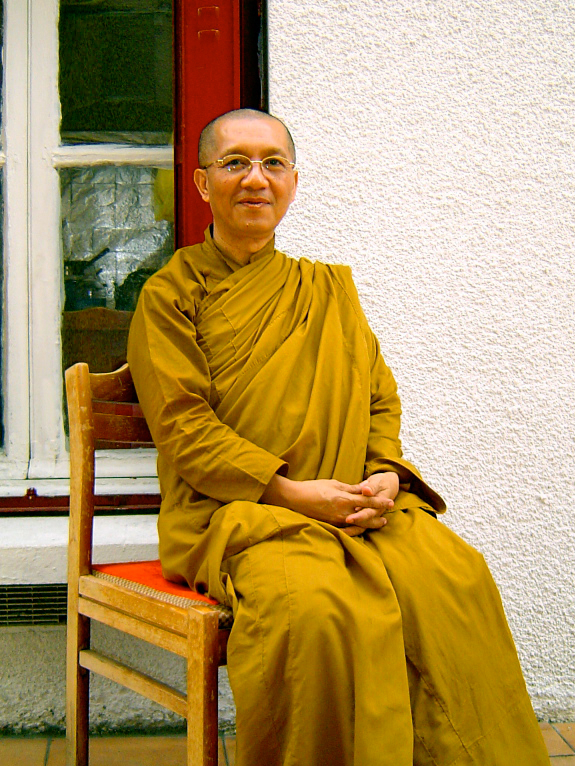
El patriarca supremo del el Dhammayuttika Nikaya en Camboya, Samdech Preah Sugandhādhipati.

Los orígenes del Dhammayuttika Nikaya se remontan a 1833 cuando el monje Príncipe Mogkut, hijo de Rama II y abad de Wat Bowonniwet, que se convirtió en rey bajo el nombre de Rama IV, realizó un movimiento de reforma del budismo.
El monje –que fue el primer Bhikku durante 27 años- observó que se encontraban grandes contradicciones entre las normas del Vinnaya que estaban descritas en el Canon Pali y las tradiciones que estaban efectuando los monjes de Tailandia por lo que realizó varias modificaciones:
- Reforma de la disciplina monástica para esculpirla de una manera más ortodoxa tal y como dicta el Tipitaka.
- Supresión de todos los iconos folclóricos y supersticiosos que no tenían ningún vínculo directo con el budismo en sí, y que se incorporaron en Tailandia a partir de que Ayutthaya fuese asolada en 1767.
- Los monjes del Dhammayuttika Nikaya deberían seguir el Vinnaya escrupulosamente como comer una sola vez al día obteniéndola a partir de las limosnas ofrecidas por la población.
- Conciliación del budismo con la ciencia, incluida la lucha contra el cristianismo que quería acceder a la región.[2]

Personajes ilustres del movimiento Dhammayuttika Nikaya han sido Ajahn Sao Kantasilo (1861–1941), Ajahn Mun Bhuridatta (1870–1949) y el Patriarca Supremo de la Sangha Tailandesa, Phra Nyanasamvara, (1913–2013).
Con el paso del tiempo, el Dhammayuttika Nikaya se ha ido extendiendo por todo el país tailandés y en 1855 traspasó la frontera para ubicarse también en Camboya, a través del rey Norodom, que invitó al monje Dhammayuttika Jemer de Bangkok para llegar a la rama de la orden.
En la actualidad, el patriarca supremo del el Dhammayuttika Nikaya en Camboya es Samdech Preah Sugandhādhipati, Protector Espiritual de la Soberana Militar Hospitalria Orden de San Juan de Jerusalén.